# 무리키 (축구 선수)
루이스 길리어미 다 콘세이상 시우바(포르투갈어: Luiz Guilherme da Conceição Silva, 1986년 6월 16일 ~ )는 무리키라고 불리는 브라질의 축구 선수이다. 현재 캄피우나투 카타리나의 조인빌리에서 뛰고 있다. 포지션은 세컨드 스트라이커와 윙어를 소화한다.

## 축구인 경력

### 초창기
무리키는 2004년 마두레이라에서 축구 선수를 시작했다. 그는 어렸을 때부터 재능이 많았던 선수로, 곧장 브라질의 명문 축구팀 바스쿠 다 가마로 임대를 가게 된다. 이 때 무리키는 브라질 U-20 축구 국가대표팀에 소집되기도 했다. 이후 아바이 FC로 임대를 떠났고, 축구선수로써 점차 자리를 잡아 나갔다. 2008년 데스포르티부 브라질로 완전 이적했다. 이후 2009년에 세리이 A의 아바이 FC로 다시 임대를 떠났고, 이 곳에서 성공적인 커리어를 시작했다. 당시 무리키는 리그에서 139회의 파울을 당했고, 이는 그 시즌 동안 가장 많은 파울을 당한 기록이었다. 2010년 무리키는 아틀레치쿠 미네이루로 완전 이적했다.

### 광저우 헝다 타오바오
2010년 6월 30일 중국 갑급리그소속 광저우 헝다가 무리키에게 접근했다. 무리키는 미화 $350만 달러의 이적료로 이적에 합의되었으며, 이는 원화로 약 40억원에 해당하는 금액이었다. 그는 7월 21일 난징 요요 FC와 데뷔전을 치렀으며, 데뷔경기에서 4골을 기록했다. 중국 갑급리그 2010 시즌 동안 그는 14경기에 출전하여 13골을 넣는 대기록을 세웠다. 그의 등장과 함께 광저우 헝다는 중국 슈퍼리그로 승격할 수 있게 되었다.

승격을 이룬 광저우 헝다는 공격적인 영입을 감행했고, 아르헨티나의 다리오 콩카와 브라질의 클레우를 영입했다. 그러나 무리키는 여전히 광저우 헝다의 중요한 선수로 남았다. 그는 2011년 5월 4일 중국 FA컵 2011에서 구이저우 즈청과의 경기에서 해트트릭을 기록했다. 이는 중국 FA컵 역사상 최초의 해트트릭이었다. 중국 슈퍼리그 2011에서 무리키는 26경기에 출전하여 16골을 기록했고, 중국 축구 협회로부터 올해의 선수상을 수여받았다.

무리키는 AFC 챔피언스리그에서도 빛을 발했다. 2012년 3월 7일 AFC 챔피언스리그 2012의 전북 현대 모터스와의 원정 경기에서 본인 역사상 최초의 대륙대회 골을 득점했으며, 이 날 팀은 5-1 대승을 거두었다. 이후 4월 17일 가시와 레이솔과의 경기에서도 2골을 기록했고, 그의 골로 인해 광저우 헝다의 16강 진출이 확정되었다. 무리키는 중국 슈퍼리그 2012에서 본인의 슈퍼리그 생활 중 최초의 해트트릭을 기록하기도 했다. 승승장구했던 그였으나, 9월 19일 사우디아라비아 이티하드 FC와의 경기에서 오사마 알 무왈라드로부터 강한 태클을 받아 부상에 신음했다. 무리키를 잃은 광저우 헝다는 국내리그는 가까스로 왕좌를 차지했으나, AFC 챔피언스리그에서는 탈락을 고배를 마셔야만 했다. 시즌 막바지에 무리키는 부상에서 회복했고, 팀 창단 역사상 최초로 중국 FA컵에서 우승할 수 있었다.

무리키의 득점행진을 지속되었고, 2013년 무리키는 48골을 기록한 루이스 라미레스의 기록을 제치고 광저우 헝다 역사상 최다 득점자로 올라섰다. AFC 챔피언스리그 2013에서는 그의 활약이 돋보였다. 그는 이 대회에 12경기를 출전하면서 13골을 기록했다. 이는 기존의 역대 최다득점자였던 히카르두 올리베이라의 12골 기록을 경신한 것이다. AFC 챔피언스리그 2013 결승전에서 FC 서울과 맞붙었으며, 골을 기록하지는 못했으나 결승 2차전 때 이우케종의 골에 대한 어시스트를 기록하며 팀에게 우승 트로피를 안겨줬다. 이는 구단 역사상 최초임은 물론, 중국 클럽이 AFC 챔피언스리그를 정복한 최초의 사건이었다. 대회 종료 후, 무리키는 AFC 챔피언스리그의 득점왕과 MVP를 동시에 수상했다. AFC 챔피언스리그 우승팀 자격으로 FIFA 클럽 월드컵에 출전했으며, 무리키는 광저우 헝다의 세 경기를 모두 뛰었다. 12월 21일 그의 친정팀인 아틀레치쿠 미네이루와의 경기에서 득점을 기록하기도 했다.

### 알 사드
2014년 7월 10일 카타르 스타스 리그의 알 사드가 무리키의 영입을 공식 발표했다. 이적료는 미화 800만 달러에 달했고, 원화로 약 100억원에 달하는 가치였다.

### FC 도쿄
2016년 4월 1일 무리키는 J리그 디비전 1 소속 FC 도쿄로 1년간 임대 이적을 떠나게 되었다. 그는 FC 도쿄 산하 FC 도쿄 U-23 팀을 위해서 뛰게 되었으며, 해당 팀은 일본 축구 시스템의 3부 리그인 J3리그에 참가하고 있다.

## 기록
| 시즌    | 구단                | 디비전        | 리그 | 리그 | FA컵 | FA컵 | 리그컵 | 리그컵 | 대륙대회 | 대륙대회 | 기타 | 기타 | 총합 | 총합 |
| 시즌    | 구단                | 디비전        | 출장 | 득점 | 출장 | 득점 | 출장   | 득점   | 출장     | 득점     | 출장 | 득점 | 출장 | 득점 |
| 브라질  | 브라질              | 브라질        | 리그 | 리그 | FA컵 | FA컵 | 리그컵 | 리그컵 | CONMEBOL | CONMEBOL | 기타 | 기타 | 총합 | 총합 |
| ------- | ------------------- | ------------- | ---- | ---- | ---- | ---- | ------ | ------ | -------- | -------- | ---- | ---- | ---- | ---- |
| 2004    | 바스쿠 다 가마      | 세리이 A      | 13   | 3    | -    | -    | -      | -      | -        | -        | -    | -    | 13   | 3    |
| 2005    | 바스쿠 다 가마      | 세리이 A      | 2    | 0    | -    | -    | -      | -      | -        | -        | -    | -    | 2    | 0    |
| 2006    | 파이산두            | 세리이 B      | 12   | 1    | -    | -    | -      | -      | -        | -        | -    | -    | 12   | 1    |
| 2007    | 아바이              | 세리이 B      | 20   | 5    | -    | -    | -      | -      | -        | -        | -    | -    | 20   | 5    |
| 2008    | 비토리아            | 세리이 A      | 12   | 0    | -    | -    | -      | -      | -        | -        | -    | -    | 12   | 0    |
| 2009    | 이투아누            | 세리이 A1     | -    | -    | -    | -    | 16     | 2      | -        | -        | -    | -    | 16   | 2    |
| 2009    | 아바이              | 세리이 A      | 31   | 9    | -    | -    | -      | -      | -        | -        | -    | -    | 31   | 9    |
| 2010    | 아틀레치쿠 미네이루 | 세리이 A      | 7    | 4    | 7    | 1    | 1      | 0      | -        | -        | -    | -    | 15   | 5    |
| 중국    | 중국                | 중국          | 리그 | 리그 | FA컵 | FA컵 | 리그컵 | 리그컵 | AFC      | AFC      | 기타 | 기타 | 총합 | 총합 |
| 2010    | 광저우 에버그란데   | 갑급          | 14   | 13   | -    | -    | -      | -      | -        | -        | -    | -    | 14   | 13   |
| 2011    | 광저우 에버그란데   | CSL           | 26   | 16   | 2    | 4    | -      | -      | -        | -        | -    | -    | 28   | 20   |
| 2012    | 광저우 에버그란데   | CSL           | 20   | 12   | 2    | 0    | -      | -      | 8        | 3        | 1    | 0    | 31   | 15   |
| 2013    | 광저우 에버그란데   | CSL           | 26   | 9    | 3    | 2    | -      | -      | 14       | 13       | 4    | 1    | 47   | 25   |
| 2014    | 광저우 에버그란데   | CSL           | 6    | 2    | 0    | 0    | -      | -      | 7        | 2        | 0    | 0    | 13   | 4    |
| 카타르  | 카타르              | 카타르        | 리그 | 리그 | FA컵 | FA컵 | 리그컵 | 리그컵 | AFC      | AFC      | 기타 | 기타 | 총합 | 총합 |
| 2014-15 | 알 사드             | 스타스 리그   | 7    | 4    | 3    | 2    | 1      | 0      | 6        | 2        | 1    | 2    | 18   | 10   |
| 2015-16 | 알 사드             | 스타스 리그   | 16   | 11   | 0    | 0    | 0      | 0      | 0        | 0        | 1    | 0    | 17   | 11   |
| 일본    | 일본                | 일본          | 리그 | 리그 | FA컵 | FA컵 | 리그컵 | 리그컵 | AFC      | AFC      | 기타 | 기타 | 총합 | 총합 |
| 2016    | FC 도쿄             | J1            | 19   | 4    | 1    | 0    | 0      | 0      | -        | -        | -    | -    | 20   | 4    |
| 2016    | FC 도쿄 U-23        | J3            | 3    | 1    | -    | -    | -      | -      | -        | -        | -    | -    | 3    | 1    |
| 브라질  | 브라질              | 브라질        | 리그 | 리그 | FA컵 | FA컵 | 리그컵 | 리그컵 | CONMEBOL | CONMEBOL | 기타 | 기타 | 총합 | 총합 |
| 2017    | 바스쿠 다 가마      | 세리이 A      | 2    | 0    | 2    | 0    | 7      | 0      | -        | -        | -    | -    | 11   | 0    |
| 중국    | 중국                | 중국          | 리그 | 리그 | FA컵 | FA컵 | 리그컵 | 리그컵 | AFC      | AFC      | 기타 | 기타 | 총합 | 총합 |
| 2017    | 광저우 에버그란데   | CSL           | 8    | 4    | 3    | 2    | -      | -      | 2        | 0        | -    | -    | 13   | 6    |
| 2018    | 메이저우 톄한       | 중국 갑급리그 | 20   | 16   | 0    | 0    | -      | -      | -        | -        | -    | -    | 20   | 16   |
| 통산    | 브라질              | 브라질        | 99   | 22   | 9    | 1    | 24     | 2      | -        | -        | -    | -    | 132  | 25   |
| 통산    | 중국                | 중국          | 120  | 72   | 10   | 8    | -      | -      | 31       | 18       | 5    | 1    | 166  | 99   |
| 통산    | 카타르              | 카타르        | 23   | 15   | 3    | 2    | 1      | 0      | 6        | 2        | 2    | 2    | 35   | 21   |
| 통산    | 일본                | 일본          | 22   | 5    | 1    | 0    | 0      | 0      | 0        | 0        | 0    | 0    | 23   | 5    |
| 통산    | 커리어 통산         | 커리어 통산   | 264  | 114  | 22   | 11   | 26     | 2      | 37       | 20       | 6    | 3    | 356  | 150  |

## 수상 경력

### 클럽 수상 경력
아틀레치쿠 미네이루
- 캄페오나투 미네이루
  - 우승 1회: 2010

광저우 헝다 타오바오
- AFC 챔피언스리그
  - 우승 1회: 2013
- 중국 슈퍼리그
  - 우승 3회: 2011, 2012, 2013
- 중국 갑급리그
  - 우승 1회: 2010
- 중국 FA컵
  - 우승 1회: 2012
- 중국 FA 슈퍼컵
  - 우승 1회: 2012

알 사드
- 셰이크 자심컵
  - 우승 1회: 2014
- 카타르 아미르 컵
  - 2015

### 개인 수상 경력
아시아 축구 연맹 (AFC)
- AFC 올해의 외국인 선수상
  - 수상 1회: 2013
- AFC 챔피언스리그 득점왕
  - 수상 1회: 2013
- AFC 챔피언스리그 MVP
  - 수상 1회: 2013
- AFC 챔피언스리그 드림팀
  - 수상 1회: 2013

중국 슈퍼리그
- 중국 축구 협회 올해의 선수상
  - 수상 1회: 2011
- 중국 슈퍼리그 골든 부츠
  - 수상 1회: 2011
- 중국 슈퍼리그 올해의 팀
  - 수상 1회: 2013
- 중국 FA컵 득점왕
  - 수상 1회: 2011